# 周詩雅
周詩雅（1584年—1642年），字廷吹，號樾林，南直隶常州府武進縣人，明朝政治人物、进士出身。

## 生平
万历四十三年（1615年）乙卯科應天鄉試舉人，四十七年（1619年）己未科进士，授廣平令，寻调宝坻县。初抵县，出滞囚数人，又革马户清占，民甚悦之。邑民王福、魏汝平倡白莲教，京辅骚动，诗雅计除之，而福、汝平俱阉党庄客，因中伤诗雅，左迁上林簿。愤时政，著指鹿为马论，科臣吴某採以入告，冀动上心，阉怒，矫诏镌诗雅秩，且编管。阉败，崇禎元年起复刑部主事，改户曹，擢户部员外郎，旋遷湖廣參議，分守湖南。土贼八排蛮者，最虓阚，诗雅威怀之，卒就羁勒。崇祯七年，移贵州提学副使，乞归，倡举文会，奖掖后进，多所造就，士林至今称之。母丧，三年不入卧内。构一亭，曰「退谷」，兄弟倡和其中，夜則同卧。數年没，著書二十余种，藏于家。卒于崇祯十五年壬午（1642年）十二月初七日，年五十九。配蒋氏，継娶胡氏。弟周诗颂，舉人。

## 家族
曾祖周山，户部主事。祖父周良金，鴻艫署丞。父周台隆，中书舍人。